# Tony Mamodaly
Tony Mamodaly est un footballeur international malgache, né le 2 août 1990 à Mannheim en Allemagne. Il évolue actuellement au poste d'avant-centre au Florida Atlantic University aux États-Unis.

## Carrière
Il commence sa carrière dans les équipes de jeune du TSG 1862/09 Weinheim en 2005 mais c'est avec celle du TSG 1899 Hoffenheim qu'il passera la plupart de sa formation.
 En juin 2008 Mamodaly rejoint Karlsruher SC, puis un an plus tard il change à nouveau d'équipe et rejoint le Dynamo Dresden après que son transfert au Dundee United ne se soit pas réalisé; il est préféré à Danny Cadamarteri. 
En 2011, il est laissé libre par le Dynamo Dresden .

### Équipe nationale
Mamodaly joue pour l'équipe nationale de Madagascar. Avant cela, il a joué avec l'équipe de l'Allemagne U-17.
En octobre 2008 Mamodaly est appelé pour la première fois par la Fédération malgache de football pour le regroupement de l'équipe nationale senior à l'occasion du match portant pour la qualification à la Coupe du monde face à la Côte d'Ivoire, mais il doit déclarer forfait à cause d'une inflammation de l'os pubien.
Un an plus tard, il est à nouveau appelé mais avec les U-20 pour la COSAFA Senior Challenge Cup 2009 où il gagne la troisième marche du podium avec la sélection.
Ce n'est que le 5 septembre 2010 que Mamodaly fête ses débuts avec les séniors par une défaite 2-0 à l'extérieur dans un match pour la qualification à la Coupe d'Afrique des nations contre le Nigeria à Calabar. En mars 2011, il fait partie de la délégation de l'équipe lors des éliminatoires pour les Jeux olympiques de Londres contre la sélection algérienne.